# Tiểu bộ Đớp ruồi
Tiểu bộ Đớp ruồi (danh pháp khoa học: Muscicapida) là một nhánh chim trong bộ Sẻ (Passeriformes). Oliveros, C.H. et al. (2019) đã đề xuất nhánh này theo quá trình di cư trên siêu lục địa Gondwana từ Úc đến lục địa Á-Âu.

## Phân loại học
Tiểu bộ Đớp ruồi bao gồm 19 họ:
- Bombycilloidea
  - Dulidae
  - Bombycillidae
  - Ptilogonatidae
  - Hylocitreidae
  - Hypocoliidae
  - † Mohoidae
- Muscicapoidea
  - Elachuridae: khướu đất vằn chấm
  - Cinclidae: lội suối
  - Muscicapidae: đớp ruồi Cựu Thế giới
  - Turdidae: hoét và họ hàng
  - Buphagidae
  - Sturnidae: sáo
  - Mimidae
- Regulidae
- Certhioidea
  - Tichodromidae
  - Sittidae: trèo cây
  - Certhiidae: đuôi cứng
  - Polioptilidae
  - Troglodytidae: tiêu liêu

Sơ đồ phát sinh chủng loài của Muscicapida dưới đây dựa trên phân tích của Carl Oliveros và các đồng nghiệp được công bố vào năm 2019:

|  | Muscicapoidea                                             |
|  |                                                           |
|  | \| \| Regulidae \| \| \| \| \| \| Certhioidea \| \| \| \| |
|  |                                                           |
|  | Regulidae                                                 |
|  |                                                           |
|  | Certhioidea                                               |
|  |                                                           |

|  | Regulidae   |
|  |             |
|  | Certhioidea |
|  |             |

|  | Muscicapoidea                                             |
|  |                                                           |
|  | \| \| Regulidae \| \| \| \| \| \| Certhioidea \| \| \| \| |
|  |                                                           |
|  | Regulidae                                                 |
|  |                                                           |
|  | Certhioidea                                               |
|  |                                                           |

|  | Regulidae   |
|  |             |
|  | Certhioidea |
|  |             |